# بلک فارست (کلورادو)
بلک فارست (به انگلیسی: Black Forest) یک منطقهٔ مسکونی در ایالات متحده آمریکا است که در شهرستان ال پاسو، کلرادو واقع شده‌است. بلک فارست ۳۳۰٫۳ کیلومتر مربع مساحت و ۱۳٬۱۱۶ نفر جمعیت دارد و ۲٬۲۴۶ متر بالاتر از سطح دریا واقع شده‌است.